# Massenanteil
Der Massenanteil gibt den relativen Anteil einer Masse an der Gesamtmasse eines betrachteten Stoffgemisches an. Früher wurde Massenanteil auch bezeichnet als Massenbruch. Als Formelzeichen verwendet werden w, gelegentlich auch ω, y oder ξ.
Der Massenanteil ist gemäß DIN 1310 eine Gehaltsgröße (auch Gehaltsangabe genannt), also eine physikalisch-chemische Größe zur quantitativen Beschreibung der Zusammensetzung von Stoffgemischen/Mischphasen. Hierbei wird die Masse einer betrachteten Mischungskomponente auf die Summe der Massen aller Mischungskomponenten bezogen.
Der Massenanteil ist zu unterscheiden von der Massenkonzentration, bei der die Masse der Komponente auf das Volumen bezogen wird.

## Definition und Eigenschaften
In folgender Tabelle wird bei den Größengleichungen unterschieden zwischen
- dem einfachen Fall eines binären Gemisches (Z = 2, Zweistoffgemisch aus den Komponenten i und j, beispielsweise die Lösung eines einzelnen Stoffes i in einem Lösungsmittel j) und
- der allgemeingültigen Formulierung für ein Stoffgemisch aus insgesamt Z Komponenten (Index z als allgemeiner Laufindex für die Summenbildungen, schließt i und ggf. j mit ein).

|                 | binäres Gemisch (Z = 2)                                    | allgemeines Gemisch (Z Komponenten)                                                  |
| --------------- | ---------------------------------------------------------- | ------------------------------------------------------------------------------------ |
| Definition      | {\displaystyle w_{i}={\frac {m_{i}}{m_{i}+m_{j}}}}         | {\displaystyle w_{i}={\frac {m_{i}}{m}}\ \ {\text{mit}}\ \ m=\sum _{z=1}^{Z}m_{z}}   |
| Wertebereich    | {\displaystyle 0\leq w_{i}\leq 1}                          | {\displaystyle 0\leq w_{i}\leq 1}                                                    |
| Summenkriterium | {\displaystyle w_{i}+w_{j}=1\ \Rightarrow \ w_{j}=1-w_{i}} | {\displaystyle \sum _{z=1}^{Z}w_{z}=1\ \Rightarrow \ w_{Z}=1-\sum _{z=1}^{Z-1}w_{z}} |

Der Massenanteil wi ist definiert als Wert des Quotienten aus der Masse mi der betrachteten Mischungskomponente i und der Gesamtmasse m des Gemisches. Letztere ist die Summe der Massen aller Komponenten (i mit eingeschlossen) des Gemisches.
Als Quotient zweier dimensionsgleicher Größen ist der Massenanteil eine Größe der Dimension Zahl und kann wie in obiger Tabelle durch eine reine Dezimalzahl ohne Maßeinheit angegeben werden, alternativ auch mit Zusatz eines Bruchs gleicher Einheiten (kg/kg oder g/g), ggf. mit verschiedenen Dezimalpräfixen (z. B. g/kg), oder mit Hilfsmaßeinheiten wie Prozent (% = 1/100), Promille (‰ = 1/1000) oder parts per million (1 ppm = 1/1 000 000). Hierbei sind jedoch veraltete, nicht mehr normgerechte Angaben zu vermeiden wie z. B. Massenprozent (Abkürzungen beispielsweise Ma% oder m%) oder Gewichtsprozent (Abkürzungen beispielsweise Gew.-%, Gew.% oder Gew%) bzw. Gewichtshundertteile; auch die Benennung weight percent (englisch für Gewichtsprozent) und deren Abkürzungen (wt.% oder wt%) sind bisweilen anzutreffen, des Weiteren auch Schreibweisen wie % (m/m) oder % (w/w). Stattdessen ist die gemeinte Gehaltsgröße eindeutig zu bezeichnen, beispielsweise sollte daher statt „13,5 Gewichtsprozent“ heutzutage formuliert werden: „Der Massenanteil der Mischungskomponente i beträgt 13,5 %.“ oder in Gleichungsform: „wi = 13,5 %“.
Der Massenanteil wi einer betrachteten Mischungskomponente i kann Zahlenwerte zwischen 0 = 0 % (Komponente i ist nicht im Gemisch enthalten) und  1 = 100 % (Komponente i liegt als Reinstoff vor) annehmen.
Die Massenanteile aller Bestandteile eines Gemisches addieren sich zu 1 = 100 %. Daraus folgt, dass die Kenntnis bzw. Ermittlung der Massenanteile von Z − 1 Komponenten ausreicht (bei einem Zweistoffgemisch also der Massenanteil einer Komponente), da sich der Massenanteil der verbleibenden Komponente einfach durch Differenzbildung zu 1 = 100 % berechnen lässt.
Die Werte der Massenanteile für ein Stoffgemisch gegebener Zusammensetzung sind – im Gegensatz zu den volumenbezogenen Gehaltsgrößen (Konzentrationen, Volumenanteil, Volumenverhältnis) – unabhängig von Temperatur und Druck, da sich die Massen der Mischungskomponenten im Gegensatz zu den Volumina mit der Temperatur bzw. dem Druck nicht ändern, sofern keine stofflichen Umsetzungen eintreten.
Genutzt wird der Massenanteil in zahlreichen Anwendungsgebieten verschiedener Fachbereiche, vor allem der Chemie, aber auch der Mineralogie, Petrologie, Materialwissenschaft und Werkstoffkunde, um beispielsweise die Zusammensetzung von Gesteinen, Mineralien (Mischkristallen) und Legierungen zu beschreiben oder T-w-Phasendiagramme aufzustellen.

## Zusammenhänge mit anderen Gehaltsgrößen
In der folgenden Tabelle sind die Beziehungen des Massenanteils wi mit den anderen in der DIN 1310 definierten Gehaltsgrößen in Form von Größengleichungen zusammengestellt. Dabei steht M für die molare Masse, ρ für die Dichte des jeweiligen durch den Index bestimmten Reinstoffs (bei gleichem Druck und gleicher Temperatur wie im Stoffgemisch). Der Index z dient wiederum als allgemeiner Laufindex für die Summenbildungen und schließt i mit ein.
|                           | Massen-…                                                                                  | Stoffmengen-…                                                                       | Teilchenzahl-…                                                                      | Volumen-…                                                                                                 |
| ------------------------- | ----------------------------------------------------------------------------------------- | ----------------------------------------------------------------------------------- | ----------------------------------------------------------------------------------- | --- |
| …-anteil                  | Massenanteil w                                                                            | Stoffmengenanteil x                                                                 | Teilchenzahlanteil X                                                                | Volumenanteil φ                                                                                           |
| …-anteil                  | {\displaystyle w_{i}}                                                                     | {\displaystyle w_{i}={\frac {x_{i}\cdot M_{i}}{\sum _{z=1}^{Z}(x_{z}\cdot M_{z})}}} | {\displaystyle w_{i}={\frac {X_{i}\cdot M_{i}}{\sum _{z=1}^{Z}(X_{z}\cdot M_{z})}}} | {\displaystyle w_{i}={\frac {\varphi _{i}\cdot \rho _{i}}{\sum _{z=1}^{Z}(\varphi _{z}\cdot \rho _{z})}}} |
| …-konzentration           | Massenkonzentration β                                                                     | Stoffmengenkonzentration c                                                          | Teilchenzahlkonzentration C                                                         | Volumenkonzentration σ                                                                                    |
| …-konzentration           | {\displaystyle w_{i}={\frac {\beta _{i}}{\sum _{z=1}^{Z}\beta _{z}}}}                     | {\displaystyle w_{i}={\frac {c_{i}\cdot M_{i}}{\sum _{z=1}^{Z}(c_{z}\cdot M_{z})}}} | {\displaystyle w_{i}={\frac {C_{i}\cdot M_{i}}{\sum _{z=1}^{Z}(C_{z}\cdot M_{z})}}} | {\displaystyle w_{i}={\frac {\sigma _{i}\cdot \rho _{i}}{\sum _{z=1}^{Z}(\sigma _{z}\cdot \rho _{z})}}}   |
| …-verhältnis              | Massenverhältnis ζ                                                                        | Stoffmengenverhältnis r                                                             | Teilchenzahlverhältnis R                                                            | Volumenverhältnis ψ                                                                                       |
| …-verhältnis              | {\displaystyle w_{i}={\frac {1}{\sum _{z=1}^{Z}\zeta _{zi}}}}                             | {\displaystyle w_{i}={\frac {M_{i}}{\sum _{z=1}^{Z}(r_{zi}\cdot M_{z})}}}           | {\displaystyle w_{i}={\frac {M_{i}}{\sum _{z=1}^{Z}(R_{zi}\cdot M_{z})}}}           | {\displaystyle w_{i}={\frac {\rho _{i}}{\sum _{z=1}^{Z}(\psi _{zi}\cdot \rho _{z})}}}                     |
| Quotient Stoffmenge/Masse | Molalität b                                                                               | Molalität b                                                                         |                                                                                     | |
| Quotient Stoffmenge/Masse | {\displaystyle w_{i}=b_{i}\cdot M_{i}\cdot w_{j}} (i = gelöster Stoff, j = Lösungsmittel) |                                                                                     |                                                                                     | |
| Quotient Stoffmenge/Masse | spezifische Partialstoffmenge q                                                           |                                                                                     |                                                                                     | |
| Quotient Stoffmenge/Masse | {\displaystyle w_{i}=q_{i}\cdot M_{i}}                                                    |                                                                                     |                                                                                     | |

Die in vorstehender Tabelle in den Gleichungen beim Stoffmengenanteil x und Teilchenzahlanteil X auftretenden Nenner-Terme sind gleich der mittleren molaren Masse {\displaystyle {\overline {M}}} des Stoffgemisches und können entsprechend ersetzt werden:
{\displaystyle \sum _{z=1}^{Z}(x_{z}\cdot M_{z})=\sum _{z=1}^{Z}(X_{z}\cdot M_{z})={\overline {M}}}
Des Weiteren entsprechen die Nenner-Terme in den Gleichungen bei der Massenkonzentration β, der Stoffmengenkonzentration c und der Volumenkonzentration σ der Dichte ρ der Mischphase, bei der Teilchenzahlkonzentration C dem Produkt aus Avogadro-Konstante NA und Mischphasendichte ρ:
{\displaystyle \sum _{z=1}^{Z}\beta _{z}=\sum _{z=1}^{Z}(c_{z}\cdot M_{z})=\sum _{z=1}^{Z}(\sigma _{z}\cdot \rho _{z})=\rho \quad {\text{bzw.}}\quad \sum _{z=1}^{Z}(C_{z}\cdot M_{z})=N_{\mathrm {A} }\cdot \rho }

## Beispiele

### Lösung von Natriumchlorid in Wasser
Es wird eine wässrige Lösung von Kochsalz (Natriumchlorid NaCl) aus 6 Gramm NaCl und 194 Gramm Wasser (H2O) hergestellt; die Gesamtmasse der Lösung ergibt sich somit zu 200 Gramm. Die Massenanteile von NaCl bzw. H2O in dieser Lösung betragen dann:
{\displaystyle {\begin{aligned}w_{\mathrm {NaCl} }&={\frac {m_{\mathrm {NaCl} }}{m_{\mathrm {NaCl} }+m_{\mathrm {H_{2}O} }}}=\mathrm {\frac {6\ g}{6\ g+194\ g}} =\mathrm {\frac {6\ g}{200\ g}} =0{,}03=3\ \%\\w_{\mathrm {H_{2}O} }&=1-w_{\mathrm {NaCl} }=0{,}97=97\ \%\end{aligned}}}

### Stickstoff und Sauerstoff in Luft
Luft als das Gasgemisch der Erdatmosphäre enthält die beiden Hauptkomponenten Stickstoff (Teilchen: N2-Moleküle) und Sauerstoff (Teilchen: O2-Moleküle). Bei näherungsweiser Betrachtung als ein Gemisch idealer Gase sind die üblicherweise tabellierten mittleren Volumenanteile der Einzelgase in trockener Luft auf Meereshöhe (N2: ca. 78,1 %; O2: ca. 20,9 %) den Stoffmengenanteilen x gleichzusetzen, somit gilt:
{\displaystyle x_{\mathrm {N_{2}} }\approx 0{,}781=78{,}1\ \%\qquad x_{\mathrm {O_{2}} }\approx 0{,}209=20{,}9\ \%}
Mit Hilfe der molaren Massen von Stickstoff und Sauerstoff sowie der mittleren molaren Masse von trockener Luft von etwa 28,95 g·mol−1 lassen sich daraus die Massenanteile w von Stickstoff und Sauerstoff ermitteln:
{\displaystyle w_{\mathrm {N_{2}} }={\frac {x_{\mathrm {N_{2}} }\cdot M_{\mathrm {N_{2}} }}{{\overline {M}}_{\mathrm {Luft} }}}\approx \mathrm {\frac {0{,}781\cdot 28{,}01\ g\cdot mol^{-1}}{28{,}95\ g\cdot mol^{-1}}} \approx 0{,}756=75{,}6\ \%}
{\displaystyle w_{\mathrm {O_{2}} }={\frac {x_{\mathrm {O_{2}} }\cdot M_{\mathrm {O_{2}} }}{{\overline {M}}_{\mathrm {Luft} }}}\approx \mathrm {\frac {0{,}209\cdot 32{,}00\ g\cdot mol^{-1}}{28{,}95\ g\cdot mol^{-1}}} \approx 0{,}231=23{,}1\ \%}
In der Realität ist die Luft nicht völlig trocken; bedingt durch den Wasserdampf als zusätzliche Mischungskomponente im Stoffgemisch sind die Stoffmengen- und Massenanteile von Stickstoff und Sauerstoff etwas kleiner.